# Кропивна (Золочівський район)
Кропи́вна — село в Україні, у Золочівському районі Львівської області. Населення становить 90 осіб. Орган місцевого самоврядування — Поморянська ОТГ.
В селі діє церква УГКЦ Пресвятої Діви Марії початку ХХ ст. За цвинтарем в полі знаходиться каплиця Святих Констянтина та Олени на місці колишньої дерев'яної церкви.
Згідно легенди назва села походить від того, що в часи турецько-татарських набігів у XVI ст. місцеві мешканці ховалися у заростях кропиви.